# Zero (幾田愛子の曲)
「zero」（ゼロ）は、幾田愛子の4作目のシングル。2005年12月14日にavex traxから発売された。

## 概要
- 前作「DREAMSHIP」から約1年4ヶ月ぶりのリリース。
- 表題曲「zero」は、テレビアニメ『ガラスの仮面』のオープニングテーマとして使用された。
- 前作同様、テレビアニメのタイアップ作品となった。
- これまでリリースされた作品と違い、今作はCCCD仕様ではない。

## 収録曲
1. zero [4:24]
作詞：森由里子、作曲：Diske、編曲：家原正樹
2. OVER [4:21]
作詞：木村至信、作曲・編曲：小西貴雄
3. zero（instrumental）
4. OVER（instrumental）

## タイアップ
| 曲名 | タイアップ                                     |
| ---- | ---------------------------------------------- |
| zero | テレビアニメ『ガラスの仮面』オープニングテーマ |